# یواس‌اس یورک‌تان (سی‌جی-۴۸)
یواس‌اس یورک‌تون (سی‌جی-۴۸) (به انگلیسی: USS Yorktown (CG-48)) یک کشتی است که طول آن 567 feet (173 m) می‌باشد. این کشتی در سال ۱۹۸۳ ساخته شد.